# ポーランド国立放送交響楽団
ポーランド国立放送カトヴィツェ交響楽団（Narodowa Orkiestra Symfoniczna Polskiego Radia w Katowicach）は、ポーランド南部の都市カトヴィツェを本拠地とするオーケストラである。

## 沿革・概要
1935年、ワルシャワで設立された。結成を主導した指揮者・作曲家のグジェゴシュ・フィテルベルクが初代の首席指揮者を務めている。
第二次世界大戦の勃発と共に一時活動停止を余儀なくされるが、1945年3月、ポーランドの指揮者ヴィトルド・ロヴィツキによりカトヴィツェで再結成され、その後再びフィテルベルクが芸術監督に就任。
以降はヤン・クレンツ、ボフダン・ヴォディチコが後を継ぎ、タデウシュ・ストルガーラ、イェジー・マクシミウク、スタニスワフ・ヴィスウォツキ、ヤツェク・カスプシク等が音楽監督を務めた後、1983年からはアントニ・ヴィトが17年間にわたって芸術監督を務めた。ヴィトの後任はガブリエル・フムラ（2001年 - 2007年、音楽監督）で、2009年よりヤツェク・カスプシクが音楽監督に再度就任し、2012年8月からアレクサンダー・リープライヒ、2019年からローレンス・フォスター、2023年からマリン・オールソップが芸術監督兼首席指揮者を務める。

## 歴代音楽監督
- グジェゴシュ・フィテルベルク 1935～1939年
- ヴィトルト・ロヴィツキ 1945～1947年
- グジェゴシュ・フィテルベルク 1947～1953年
- ヤン・クレンツ 1953～1968年
- カジミエシュ・コルト 1969～1973年
- タデウシュ・ストゥルガワ 1975～1976年
- アントニ・ヴィト 1983～2000年
- ガブリエル・フムラ  2001～2007年
- ヤツェク・カスプシク 2009年～2012年
- アレクサンダー・リープライヒ 2012年～2019年
- ローレンス・フォスター 2019年～2023年
- マリン・オールソップ 2023年～[1]

## 録音
レコーディングに関しては、デッカ、EMI、フィリップスなどのメジャー・レーベルから多くのCDをリリースしている。また、廉価盤レーベルのナクソスからは主にヴィトとのコンビにより、ポーランド内外における19世紀ロマン派から近現代にかけての大規模作品を中心に多数の録音がある。